# Liga Leumit de basket-ball
Liga Leumit (en hébreu : הליגה הלאומית, ligue nationale) est le deuxième division du championnat de basket-ball israélien.

## Fonctionnement
Chaque saison, deux clubs accèdent au niveau supérieur, la Ligat Winner et deux clubs sont rétrogradés au niveau inférieur. 
La détermination des clubs qui accèdent au niveau supérieur se fait via un playoff ouvert aux huit premiers classés d'une première phase disputée sous forme de Round robin (chaque équipe rencontre l'ensemble des autres équipes).